# Gerda de Vries
Pour les articles homonymes, voir De Vries.
Gerda de Vries est une mathématicienne canadienne dont les intérêts de recherche portent sur les systèmes dynamiques et la physiologie mathématique. Elle est professeure de sciences mathématiques et statistiques à l'université de l'Alberta et présidente de la Society for Mathematical Biology (en) de 2011 à 2013.

## Éducation et carrière
Gerda de Vries est diplômée de l'université de Waterloo en 1989 et obtient son doctorat en 1995 à l'université de la Colombie-Britannique. Sa thèse, intitulée Analysis of Models of Bursting Electrical Activity in Pancreatic Beta Cells, est supervisée par Robert M. Miura.  
Elle est chercheuse postdoctorale auprès d'Arthur Sherman aux National Institutes of Health, à Bethesda, dans le Maryland, puis elle rejoint la faculté de l'université de l'Alberta en 1998, où elle est professeure de sciences mathématiques et statistiques. Elle est promue professeure titulaire en 2008.

## Activités de recherche et éditoriales
De Vries est l'auteure de recherches sur les cellules bêta et la bêta-actin. Elle est co-auteure d'un manuel, A Course in Mathematical Biology: Quantitative Modeling with Mathematical and Computational Methods, publiée en 2006.

## Prix et distinctions
Gerda de Vries est présidente de la Society for Mathematical Biology (en) pour 2011-2013 et elle est devenue membre de la société en 2017. En 2014, la Société mathématique du Canada lui décerne le prix d'excellence en enseignement. Elle est membre d'honneur dans la classe inaugurale de la société, en 2018. 

## Publications
- (en) Gerda de Vries, Thomas Hillen, Mark A. Lewis, Johannes Müller et Birgitt Schönfisch, A Course in Mathematical Biology : Quantitative Modeling with Mathematical and Computational Methods, SIAM (ISBN 978-0-89871-612-2, présentation en ligne)
- avec R. Eftimie & M.A. Lewis, « Complex spatial group patterns result from different animal communication mechanisms », Proceedings of the National Academy of Sciences, vol.  104, 2007, p. 6974-6979.